# Robocode
Robocode est un jeu vidéo de programmation éducatif libre créé et distribué gratuitement par IBM. Il est destiné à l'apprentissage du langage de programmation Java. Les joueurs programment un logiciel contrôlant les réactions d'un ou plusieurs chars miniatures.
Les robots s'affrontent automatiquement sur un champ de bataille rectangulaire. Les robots se déplacent, se recherchent, se tirent dessus, etc. Le survivant ou l'équipe survivante remporte la partie. Les meilleurs compétiteurs ont plusieurs centaines de lignes de programme dédiées à la stratégie utilisant des algorithmes tel que les statistiques ou les réseaux neuronaux.

## Compétitions
Les compétitions actuels de Robocode au monde sont:
- Virtual Combat à la CodeFest'11 en Inde
- Robocode UdL à la Universitat de Lleida en Espagne
- Robocode Ireland au Games Fleadh Game Festival en Irlande
- IPL Robocode competition 2010 en Belgique